# Hogna hickmani
Hogna hickmani är en spindelart som beskrevs av Lodovico di Caporiacco 1955. Hogna hickmani ingår i släktet Hogna och familjen vargspindlar.
Artens utbredningsområde är Venezuela. Inga underarter finns listade i Catalogue of Life.